# FK Sportist Svoge
FK Sportist Svoge (Bulgaars: ФК Спортист Своге) is een Bulgaarse voetbalclub uit Svoge.
De club werd in 1924 opgericht als Sportist en werd in 1949 hernoemd in DSNM Svoge. Van 1952 tot 1954 was de naam Minyor Svog en Svoge tot 1957. Hierna kreeg de club haar huidige naam.
De club speelde tot 2007 op het derde en vierde niveau. In 2007 promoveerde de club naar het tweede niveau en werd in 2009 tweede achter PFC Montana in de Eerste Divisie West. In een play-off tegen de nummer twee van de Eerste Divisie Oost, Naftex Boergas, was Sportist Svoge over twee wedstrijden de winnaar en promoveerde voor het eerst naar de Professional A Football Group. In het seizoen 2009/10 eindigde Svoge echter voorlaatste in de A Grupa en zo degradeerde het opnieuw naar de tweede klasse.

## Externe link

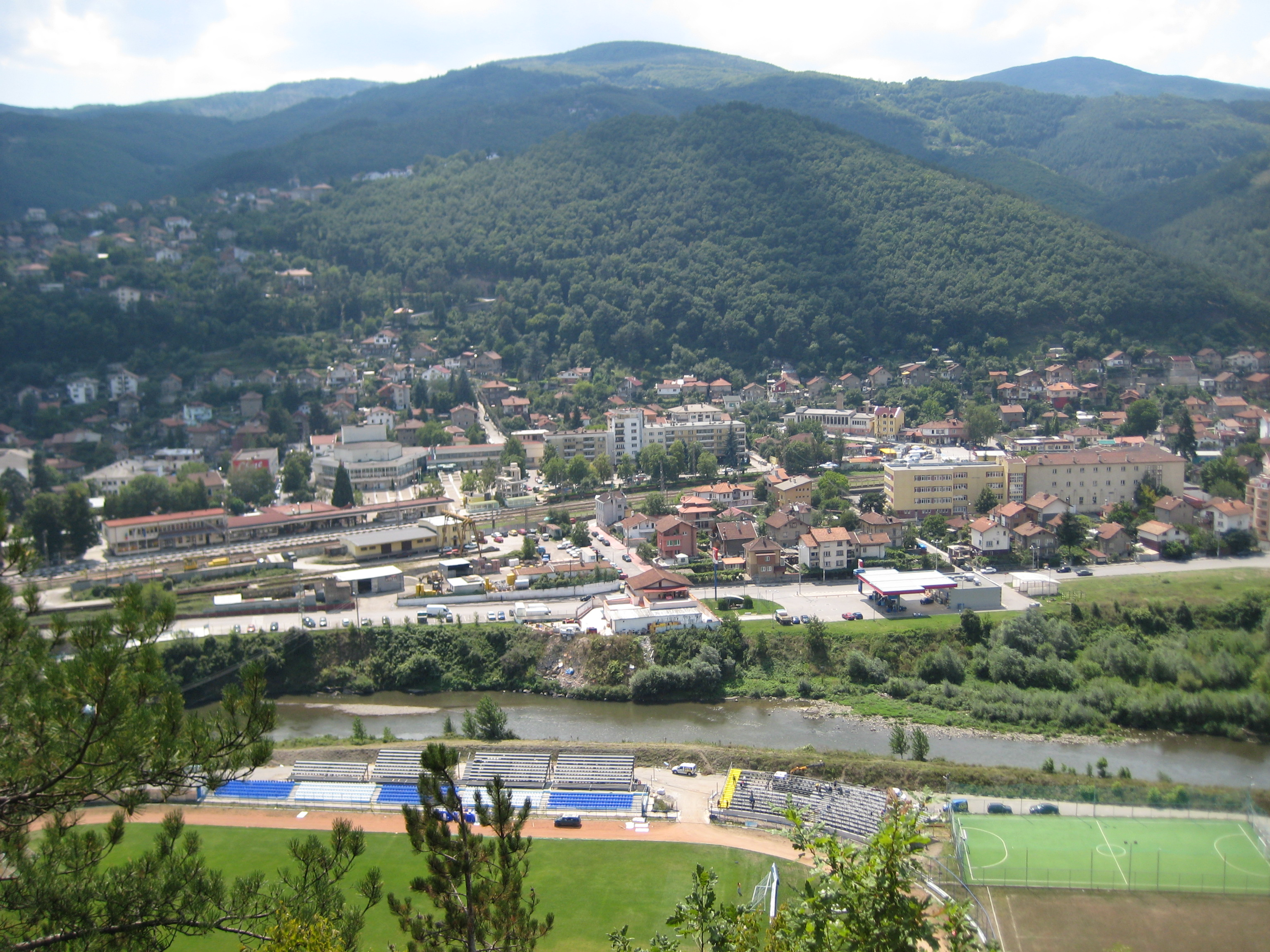
Uitzicht op Svoge met linksonder het Chavdar Cvetkov Stadion